# كريسليوفتسي
كريسليوفتسي (بالبلغارية: Креслювци)‏ قرية تقع إدارياً ضمن تريافنا في بلغاريا. ويبلغ عدد سكانها 4 نسمة حسب تعداد 15 مارس 2015. تعتمد كريسليوفتسي للبريد على الرمز البريدي 5367.